# Стефановка (Крым)
Стефа́новка (укр. Стефанівка, крымскотат. Stefanovka, Стефановка) — село в Джанкойском районе Республики Крым, входит в состав Просторненского сельского поселения (согласно административно-территориальному делению Украины — Просторненского сельского совета Автономной Республики Крым).

## Население
| 2001 | 2014 |
| ---- | ---- |
| 541  | ↘384 |

Всеукраинская перепись 2001 года показала следующее распределение по носителям языка
| Язык             | Процент |
| ---------------- | ------- |
| русский          | 83.73   |
| крымскотатарский | 7.95    |
| украинский       | 7.58    |

### Динамика численности
| - 1915 год — 229/11 чел. - 1926 год — 134 чел. - 1989 год — 513 чел. | - 2001 год — 541 чел. - 2009 год — 504 чел. - 2014 год — 384 чел. |

## Современное состояние
На 2017 год в Стефановке числится 5 улиц; на 2009 год, по данным сельсовета, село занимало площадь 111 гектаров на которой, в 155 дворах, проживало 504 человека. В селе действуют средняя общеобразовательная школа, детский сад «Колокольчик», дом культуры, библиотека. Стефановка связана автобусным сообщением с райцентром, городами Крыма и соседними населёнными пунктами.

## География
Стефановка — самое восточное село района, в степном Крыму, недалеко от побережья Сиваша, высота центра села над уровнем моря — 7 м.
Ближайшие сёла: Антоновка — менее одного километра и Апрелевка — в 3,8 км, обе на юго-запад. Расстояние до райцентра — около 36 километров (по шоссе), ближайшая железнодорожная станция — Азовская (на линии Джанкой — Феодосия) — примерно в 25 километрах. Транспортное сообщение осуществляется по региональной автодороге 35Н-169 Азовское — Стефановка (по украинской классификации — С-0-10445).

## История
Основана, судя по доступным историческим документам, в 1900-х годах, поскольку впервые встречается в «Памятной книжке Таврической губернии» на 1914 год, согласно которой на 1914 год в селении действовала земская школа. Также упоминается в Статистическом справочнике Таврической губернии 1915 года, согласно которому в деревне Стефановка (5-й участок отрубов на земле Крестьянского поземельного банка) Ак-Шеихской волости Перекопского уезда числилось 22 двора (все дворы с землёй) с русским населением в количестве 229 человек приписных жителей и 11 — «посторонних», из которых 122 мужчины и 118 женщин. Жители владели 545 десятинами удобной земли. В хозяйствах имелось 102 лошади, 28 коровы и 12 голов мелкого скота.
После установления в Крыму Советской власти, по постановлению Крымревкома от 8 января 1921 года № 206 «Об изменении административных границ» была упразднена волостная система и в составе Джанкойского уезда был создан Джанкойский район. В 1922 году уезды преобразовали в округа. 11 октября 1923 года, согласно постановлению ВЦИК, в административное деление Крымской АССР были внесены изменения, в результате которых округа были ликвидированы, основной административной единицей стал Джанкойский район и село включили в его состав. Согласно Списку населённых пунктов Крымской АССР по Всесоюзной переписи 17 декабря 1926 года, в селе Стефановка, в составе упразднённого к 1940 году Антониновского сельсовета Джанкойского района, числилось 29 дворов, все крестьянские, население составляло 134 человека, из них 133 русских и 1 украинец, действовала русская школа. После образования в 1935 году Колайского района (переименованного указом ВС РСФСР № 621/6 от 14 декабря 1944 года в Азовский) село включили в его состав.
После освобождения Крыма от фашистов в апреле, 12 августа 1944 года было принято постановление № ГОКО-6372с «О переселении колхозников в районы Крыма» и в сентябре 1944 года в район приехали первые новоселы (162 семьи) из Житомирской области, а в начале 1950-х годов последовала вторая волна переселенцев из различных областей Украины. С 25 июня 1946 года Стефановка в составе Крымской области РСФСР, а 26 апреля 1954 года Крымская область была передана из состава РСФСР в состав УССР. Время включения в Просторненский сельсовет пока не установлено: на 15 июня 1960 года село уже в его составе. Указом Президиума Верховного Совета УССР «Об укрупнении сельских районов Крымской области», от 30 декабря 1962 года Азовский район был упразднён и село вновь включили в состав Джанкойского. По данным переписи 1989 года в селе проживало 513 человек. С 12 февраля 1991 года село в восстановленной Крымской АССР, 26 февраля 1992 года переименованной в Автономную Республику Крым. С 21 марта 2014 года в составе Крыма аннексирована Россией.